# Rachel Sennott

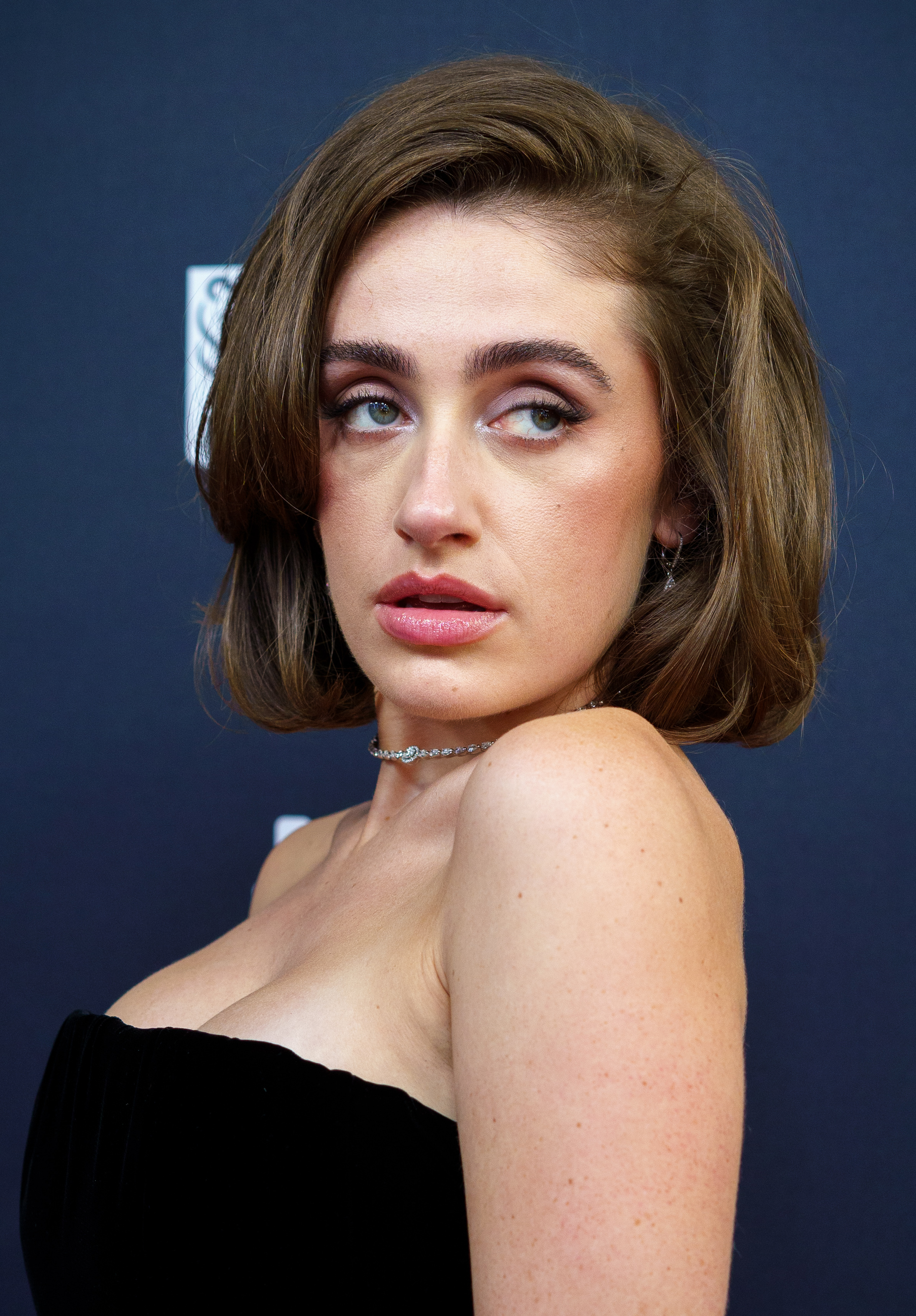
Rachel Sennott (2024)

Rachel Anne Sennott (* 19. September 1995 in Simsbury, Connecticut) ist eine US-amerikanische Filmschauspielerin. Sie ist vor allem bekannt für ihre Rollen in den Filmkomödien Shiva Baby, Bodies Bodies Bodies und Bottoms.

## Leben
Rachel Sennott wurde 1995 in Simsbury in Connecticut geboren. Ihre Mutter heißt Donna, ihr Vater Jack Sennott. Ihre Vorfahren stammen aus Italien und Irland, und sie wurde katholisch erzogen. Im Jahr 2014 machte sie ihren Abschluss an der Simsbury High School.
Sie studierte Schauspiel an der Tisch School of the Arts der New York University und dem Stella Adler Studio of Acting, wo sie 2017 ihren Abschluss machte. Ihre erste Hauptrolle in einem Spielfilm erhielt Sennott in der Filmkomödie Shiva Baby von Emma Seligman aus dem Jahr 2020, dem Debütfilm der Regisseurin. Diese Rolle spielte sie bereits in Seligmans Kurzfilm aus dem Jahr 2018. Auch in dem zweiten Spielfilm der bisexuellen Filmemacherin Bottoms war sie in der Hauptrolle zu sehen. Sennott spielte in dem Film ein lesbisches Mädchen, das im Abschlussjahr an der Highschool gemeinsam mit ihrer besten Freundin einen Fight Club gründet. Mit Seligman verfasste sie auch das Drehbuch zum Film.
Auch in Halina Reijns Horrorkomödie Bodies Bodies Bodies, die im März 2022 beim South by Southwest Film Festival ihre Premiere feierte, erhielt Sennott eine der Hauptrollen. Seit Anfang Juni 2023 ist Sennott in der Fernsehserie The Idol in der Rolle von Leia zu sehen.
Auch in Saverio Costanzos Historiendrama Finalmente l’alba, das im September 2023 bei den Internationalen Filmfestspielen in Venedig gezeigt wurde, ist sie in einer Hauptrolle zu sehen. In dem Film spielt sie an der Seite von Lily James, Willem Dafoe, Joe Keery und Alba Rohrwacher eine in der Cinecittà arbeitende Schauspielerin.
Im Januar 2025 führte Sennott gemeinsam mit Bowen Yang als Moderatorin durch die Nominierungen der Oscarverleihung.

## Filmografie
- 2016: Bromance (Fernsehserie, Folge 1x01)
- 2017: ATM (Kurzfilm)
- 2017: Hostess (Kurzfilm)
- 2018: Shiva Baby (Kurzfilm)
- 2019: Tabitha in Love (Kurzfilm)
- 2019: Wakey Wakey (Kurzfilm)
- 2020: Shiva Baby
- 2020: Tahara
- 2020: Get Money (Fernsehserie, Folge 1x03)
- 2020: Ayo and Rachel are Single (Miniserie, 3 Folgen)
- 2021: The Basics (Fernsehserie, Folge 1x05)
- 2021: Bite Size Halloween (Fernsehserie, Folge 2x01)
- 2021: Call Your Mother (Fernsehserie, 13 Folgen)
- 2022: Susie Searches
- 2022: Bodies Bodies Bodies
- 2023: Bottoms
- seit 2023: The Idol (Fernsehserie, 5 Folgen)
- 2023: I Used to Be Funny
- 2023: Finalmente l’alba
- 2024: Saturday Night
- 2025: Bunnylovr (auch Produktion)
- 2025: Holland

## Auszeichnungen
Gotham Award
- 2021: Nominierung für den Breakthrough Actor Award (Shiva Baby)

MTV Movie & TV Awards
- 2023: Nominierung für die Best Breakthrough Performance (Bodies Bodies Bodies)
- 2023: Nominierung für die Most Frightened Performance (Bodies Bodies Bodies)